# ストック・フッテージ
ストック・フッテージ（Stock Footage）は、撮影済みの編集されていない「素材」としての映像のことであり、コマーシャル、番組、映画、ミュージックビデオなど、あらゆる映像制作に使用される。
アーカイブ映像、ストック動画、有りモノ映像など、様々な呼び方がされている。